# A mis niños de 30 años
A Mis Niños de 30 Años es el primer álbum de estudio de Miliki, en el cual se narran historias como la de La Gallina Turuleca y Don Pepito.
En las Navidades de 1999, fue número uno en las listas de discos.
Consiguió un Premio Grammy.

## Lista de canciones
| N.º | Título                           | Duración |  |
| 1.  | «A mis niños de 30 años»         | 3:32     |  |
| 2.  | «La gallina Turuleca»            | 3:06     |  |
| 3.  | «Mi barba tiene tres pelos»      | 3:56     |  |
| 4.  | «Hola Don Pepito»                | 3:46     |  |
| 5.  | «Había una vez un circo»         | 2:33     |  |
| 6.  | «El barquito de cáscara de nuez» | 2:29     |  |
| 7.  | «El auto nuevo»                  | 3:33     |  |
| 8.  | «Vaya Mentira»                   | 2:49     |  |
| 9.  | «Feliz en tu día»                | 2:47     |  |
| 10. | «Susanita»                       | 2:41     |  |
| 11. | «Mi familia»                     | 2:44     |  |
| 12. | «Dale Ramón»                     | 2:18     |  |
| 13. | «Navidad con paz»                | 3:14     |  |
| 14. | «Chinito de amor»                | 1:53     |  |
| 15. | «Los días de la semana»          | 2:33     |  |
| 16. | «Cómo me pica la nariz»          | 2:17     |  |
| 17. | «Pepe trae la escoba»            | 1:42     |  |
| 18. | «Susanita»                       | 2:41     |  |
| 19. | «Hola Don Pepito»                | 2:46     |  |
| 20. | «Feliz en tu día»                | 2:46     |  |

## Intérpretes
- Miliki: Voz y acordeón
- José Morato y Óscar Gómez (productor): Voces y coros

### Colaboraciones
- Juan Luis Cano y Guillermo Fesser de Gomaespuma: en "Hola Don Pepito"
- Emilio Aragón y Miguel Bosé: en "El Barquito de cáscara de Nuez"
- Miguel Ríos: en "Vaya Mentira"
- Marcela Morelo: en "Susanita"
- Siempre así:  en "Dale Ramón"
- Rita Irasema: en "Chinito de amor"
- Gabino Diego: en "Como me pica la nariz"
- Celia Cruz: en "Feliz en tu día"

- Datos: Q5654413